# II liga polska w piłce siatkowej mężczyzn (2023/2024)
II liga polska w piłce siatkowej mężczyzn 2023/2024 – 34. edycja ligowych rozgrywek siatkarskich trzeciego szczebla, organizowanych przez Polski Związek Piłki Siatkowej pod nazwą II liga.

## System rozgrywek[1]
- Etap I (dwurundowa faza zasadnicza) – przeprowadzona zostaje w formule ligowej, systemem kołowym (tj. "każdy z każdym – mecz i rewanż".

O końcowej klasyfikacji decyduje kolejno:
1. większa liczba zdobytych punktów
2. większa liczba zwycięstw
3. większy stosunek setów,
4. większy stosunek „małych” punktów
5. wynik bezpośrednich spotkań (kolejno – punkty, sety, „małe punkty”)

Najwyżej sklasyfikowane cztery drużyny każdej z grup awansują do rundy play-off. Najsłabsze dwa zespoły każdej z grup spadają do III ligi. Pod uwagę w kwestii udziału w rundzie play-off nie jest brany zespół SMS PZPS Spała II.
- Etap II (runda play-off) – biorą w niej udział zespoły z miejsc 1-4 fazy zasadniczej. Rozgrywana  do  trzech  wygranych  spotkań ze zmianą gospodarza po dwóch kolejnych spotkaniach. Gospodarzem  I  terminu  play‐off  jest zespół,  który  po  rundzie  zasadniczej  zajął  wyższe  miejsce  w  tabeli.  Zespoły  grają według poniższego rozstawienia (konfrontują się drużyny z tej samej grupy):

1 – 4  
2 – 3  
Zwycięzcy  rywalizacji zagrają  w  turnieju  półfinałowym.  Przegrani  kończą sezon na miejscach 3‐4, zgodnie z tabelą po rundzie zasadniczej.
- Etap III (turnieje półfinałowe) – turnieje półfinałowe z udziałem 8 najlepszych drużyn, podzielone zostają one na 2 grupy:

I turniej: zwycięzca grupy 1, druga drużyna grupy 2, zwycięzca grupy 3, 
druga drużyna grupy 4  II turniej: zwycięzca grupy 4, druga drużyna grupy 3, zwycięzca grupy 2, 
druga drużyna grupy 1
Gra systemem "każdy z każdym". Do turnieju finałowego awansują po dwie najlepsze drużyny z każdej grupy.
- Etap IV (turniej finałowy) – 4 zespoły grają systemem "każdy z każdym". Najlepsze dwie drużyny awansują do I ligi.

## Drużyny uczestniczące[2]

### Grupa 1
| | Uczestnicy poprzedniej edycji                   |    |
| --- | ----------------------------------------------- | -- |
| ANI | CUK Anioły Toruń                                | 1  |
| POZ | Enea Energetyk Poznań                           | 2  |
| MIĘ | LBS Bank Janas Logistics KS Orzeł Międzyrzecz   | 3  |
| SPC | SPS Konspol Słupca                              | 4  |
| ŁĘC | Lotnik Łęczyca                                  | 5  |
| SIE | Tubądzin Volley MOSiR Sieradz                   | 5  |
| WIL | Bejenka Budownictwo LUKS WILKI Wilczyn          | 6  |
| STO | Stoczniowiec Politechnika Gdańska               | 10 |
| TRE | Trefl Gdańsk II                                 | 11 |
| | Spadek z Tauron 1. Ligi                         |    |
| WRZ | Krishome Września                               | 14 |
| | Awans z III ligi                                |    |
| ŻYC | Volley Team Żychlin                             |    |
| | Udział decyzją PZPS                             |    |
| GOR | Agencja Inwestycyjna Stilon Gorzów Wielkopolski |    |
| Oznaczenia: - kolumna pierwsza – skróty nazw drużyn wpisane na mapie (jeśli ta została zamieszczona), - kolumna trzecia – miejsce zajęte przez daną drużynę w poprzednim sezonie. |                                                 |    |

### Grupa 2
| | Uczestnicy poprzedniej edycji  |    |
| --- | ------------------------------ | -- |
| GRO | UKS Sparta Grodzisk Mazowiecki | 2  |
| MET | Metro Family Warszawa          | 3  |
| WYS | KS Camper Wyszków              | 4  |
| KOZ | Enea KKS Kozienice             | 5  |
| WOL | MOS Wola Tramwaje Warszawskie  | 6  |
| TMA | Lechia Tomaszów Mazowiecki II  | 8  |
| SPA | SMS PZPS Spała II              | 9  |
| MIE | UKS Trójka Międzyrzec Podlaski | 10 |
| | Awans z III ligi               |    |
| AUG | Necko Augustów                 |    |
| KOB | POLCANEX Kobyłka               |    |
| OST | KS SPS Volley Ostrołęka        |    |
| | Udział decyzją PZPS            |    |
| BŁO | KS Błonie                      |    |
| Oznaczenia: - kolumna pierwsza – skróty nazw drużyn wpisane na mapie (jeśli ta została zamieszczona), - kolumna trzecia – miejsce zajęte przez daną drużynę w poprzednim sezonie. |                                |    |

### Grupa 3
| | Uczestnicy poprzedniej edycji     |   |
| --- | --------------------------------- | - |
| CZĘS | Eco-Team AZS Stoelzle Częstochowa | 1 |
| WIE | WKS Wieluń                        | 2 |
| STO | ZAKSA Strzelce Opolskie           | 3 |
| RUD | CM SOLEUS Klub Sportowy Rudziniec | 4 |
| WAŁ | Chełmiec Wałbrzych                | 6 |
| BIE | Dofu Bielawianka Bester Bielawa   | 7 |
| ŻAG | BS Żagań WKS Sobieski Żagań       | 7 |
| RZĄ | LKS Czarni Rząśnia                | 7 |
| LEG | Dr OKO Ikar Legnica               | 8 |
| JL | IM Rekord Volley Jelcz-Laskowice  | 9 |
| GUB | MLKS A. Z. Iwaniccy Gubin         | 9 |
| | Awans z III ligi                  |   |
| RAD | METPRIM Volley Radomsko           |   |
| Oznaczenia: - kolumna pierwsza – skróty nazw drużyn wpisane na mapie (jeśli ta została zamieszczona), - kolumna trzecia – miejsce zajęte przez daną drużynę w poprzednim sezonie. |                                   |   |

### Grupa 4
| | Uczestnicy poprzedniej edycji   |       |
| --- | ------------------------------- | ----- |
| HUT | KS Hutnik Kraków                | 2     |
| AND | MKS Andrychów                   | 3     |
| KRO | Karpaty - PANS Krosno           | 4     |
| SĘD | Avia Solar Sędziszów Małopolski | 5     |
| JSŁ | MKS „Gamrat-MOSiR” Jasło        | 6     |
| ROP | KS Błękitni Ropczyce            | 7     |
| TYC | TKS Tychy                       | 8     |
| RYB | TS Volley Rybnik                | 9     |
| KĘT | UMKS Kęczanin Kęty              | 10    |
| JAS | AT Jastrzębski Węgiel           | 11    |
| | Awans z III ligi                |       |
| BOB | UKS VT Alukoncept Bobrowniki    |       |
| SPA | UKS Sparta Volleyball Kraków    | [ d ] |
| Oznaczenia: - kolumna pierwsza – skróty nazw drużyn wpisane na mapie (jeśli ta została zamieszczona), - kolumna trzecia – miejsce zajęte przez daną drużynę w poprzednim sezonie. |                                 |       |

## Faza zasadnicza

### Grupa 1
| Lp. | Drużyna                                         | Pkt | Mecze | Mecze | Mecze | Rodzaj wyniku | Rodzaj wyniku | Rodzaj wyniku | Rodzaj wyniku | Rodzaj wyniku | Rodzaj wyniku | Sety | Sety | Sety  | Małe punkty | Małe punkty | Małe punkty |
| Lp. | Drużyna                                         | Pkt | M     | W     | P     | 3:0           | 3:1           | 3:2           | 2:3           | 1:3           | 0:3           | wyg. | prz. | stos. | zdob.       | str.        | stos.       |
| --- | ----------------------------------------------- | --- | ----- | ----- | ----- | ------------- | ------------- | ------------- | ------------- | ------------- | ------------- | ---- | ---- | ----- | ----------- | ----------- | ----------- |
| 1   | CUK Anioły Toruń                                | 57  | 22    | 20    | 2     | 11            | 6             | 3             | 0             | 1             | 1             | 61   | 18   | 3.39  | 1884        | 1535        | 1.23        |
| 2   | Bejenka Budownictwo LUKS WILKI Wilczyn          | 47  | 22    | 15    | 7     | 10            | 5             | 0             | 2             | 3             | 2             | 52   | 26   | 2     | 1849        | 1694        | 1.09        |
| 3   | Enea Energetyk Poznań                           | 45  | 22    | 17    | 5     | 4             | 6             | 7             | 1             | 4             | 0             | 57   | 35   | 1.63  | 2080        | 1970        | 1.06        |
| 4   | Agencja Inwestycyjna Stilon Gorzów Wielkopolski | 41  | 22    | 13    | 9     | 7             | 5             | 1             | 3             | 3             | 3             | 48   | 34   | 1.41  | 1853        | 1823        | 1.02        |
| 5   | Tubądzin Volley MOSiR Sieradz                   | 40  | 22    | 12    | 10    | 7             | 5             | 0             | 4             | 3             | 3             | 47   | 35   | 1.34  | 1890        | 1767        | 1.07        |
| 6   | Krishome Września                               | 39  | 22    | 13    | 9     | 5             | 6             | 2             | 2             | 3             | 4             | 46   | 37   | 1.24  | 1898        | 1824        | 1.04        |
| 7   | Volley Team Żychlin                             | 34  | 22    | 11    | 11    | 2             | 7             | 2             | 3             | 5             | 3             | 44   | 44   | 1     | 1984        | 1959        | 1.01        |
| 8   | Lotnik Łęczyca                                  | 27  | 22    | 9     | 13    | 3             | 4             | 2             | 2             | 2             | 9             | 33   | 47   | 0.7   | 1703        | 1773        | 0.96        |
| 9   | Trefl Gdańsk II                                 | 21  | 22    | 7     | 15    | 3             | 2             | 2             | 2             | 7             | 6             | 32   | 51   | 0.63  | 1787        | 1852        | 0.96        |
| 10  | SPS Konspol Słupca                              | 20  | 22    | 7     | 15    | 1             | 2             | 4             | 3             | 6             | 6             | 33   | 55   | 0.6   | 1863        | 2026        | 0.92        |
| 11  | Stoczniowiec Politechnika Gdańska               | 17  | 21    | 6     | 15    | 1             | 2             | 3             | 2             | 6             | 7             | 28   | 53   | 0.53  | 1651        | 1875        | 0.88        |
| 12  | LBS Bank Janas Logistics KS Orzeł Międzyrzecz   | 5   | 21    | 1     | 20    | 1             | 0             | 0             | 2             | 7             | 11            | 14   | 60   | 0.23  | 1470        | 1814        | 0.81        |

Źródło: https://2ligamezczyzn.volleystation.com/pl/phase-1051-2-liga-mezczyzn-grupa-1/standings/
Punktacja: 3:0 i 3:1 – 3 pkt; 3:2 – 2 pkt; 2:3 – 1 pkt; 1:3 i 0:3 – 0 pkt
Zasady ustalania kolejności: 1. liczba punktów; 2. liczba zwycięstw; 3. stosunek setów; 4. stosunek małych punktów; 5. bilans w bezpośrednich meczach
     faza play-off
     spadek do III ligi

### Grupa 2
| Lp. | Drużyna                        | Pkt | Mecze | Mecze | Mecze | Rodzaj wyniku | Rodzaj wyniku | Rodzaj wyniku | Rodzaj wyniku | Rodzaj wyniku | Rodzaj wyniku | Sety | Sety | Sety  | Małe punkty | Małe punkty | Małe punkty |
| Lp. | Drużyna                        | Pkt | M     | W     | P     | 3:0           | 3:1           | 3:2           | 2:3           | 1:3           | 0:3           | wyg. | prz. | stos. | zdob.       | str.        | stos.       |
| --- | ------------------------------ | --- | ----- | ----- | ----- | ------------- | ------------- | ------------- | ------------- | ------------- | ------------- | ---- | ---- | ----- | ----------- | ----------- | ----------- |
| 1   | UKS Sparta Grodzisk Mazowiecki | 58  | 22    | 19    | 3     | 16            | 2             | 1             | 2             | 1             | 0             | 62   | 13   | 4.77  | 1808        | 1454        | 1.24        |
| 2   | Metro Family Warszawa          | 52  | 22    | 19    | 3     | 8             | 5             | 6             | 1             | 1             | 1             | 60   | 26   | 2.31  | 2008        | 1784        | 1.13        |
| 3   | Enea KKS Kozienice             | 52  | 22    | 16    | 6     | 5             | 11            | 0             | 4             | 0             | 2             | 56   | 29   | 1.93  | 1967        | 1814        | 1.08        |
| 4   | Necko Augustów                 | 45  | 22    | 15    | 7     | 9             | 4             | 2             | 2             | 2             | 3             | 51   | 29   | 1.76  | 1843        | 1726        | 1.07        |
| 5   | MOS Wola Tramwaje Warszawskie  | 34  | 22    | 12    | 10    | 4             | 5             | 3             | 1             | 3             | 6             | 41   | 41   | 1     | 1833        | 1823        | 1.01        |
| 6   | UKS Trójka Międzyrzec Podlaski | 28  | 22    | 9     | 13    | 3             | 6             | 0             | 1             | 4             | 8             | 33   | 45   | 0.73  | 1681        | 1792        | 0.94        |
| 7   | KS Camper Wyszków              | 27  | 22    | 10    | 12    | 1             | 3             | 6             | 3             | 6             | 3             | 42   | 51   | 0.82  | 2045        | 2067        | 0.99        |
| 8   | POLCANEX Kobyłka               | 27  | 22    | 9     | 13    | 4             | 3             | 2             | 2             | 4             | 7             | 35   | 46   | 0.76  | 1779        | 1816        | 0.98        |
| 9   | SMS PZPS Spała II              | 26  | 22    | 9     | 13    | 6             | 2             | 1             | 0             | 5             | 8             | 32   | 43   | 0.74  | 1628        | 1708        | 0.95        |
| 10  | Lechia Tomaszów Mazowiecki II  | 18  | 22    | 6     | 16    | 0             | 3             | 3             | 3             | 6             | 7             | 30   | 57   | 0.53  | 1791        | 2029        | 0.88        |
| 11  | KS SPS Volley Ostrołęka        | 18  | 22    | 5     | 17    | 4             | 1             | 0             | 3             | 6             | 8             | 27   | 52   | 0.52  | 1703        | 1790        | 0.95        |
| 12  | KS Błonie                      | 11  | 22    | 3     | 19    | 1             | 1             | 1             | 3             | 8             | 8             | 23   | 60   | 0.38  | 1708        | 1991        | 0.86        |

Źródło: https://2ligamezczyzn.volleystation.com/pl/phase-1052-2-liga-mezczyzn-grupa-2/standings/
Punktacja: 3:0 i 3:1 – 3 pkt; 3:2 – 2 pkt; 2:3 – 1 pkt; 1:3 i 0:3 – 0 pkt
Zasady ustalania kolejności: 1. liczba punktów; 2. liczba zwycięstw; 3. stosunek setów; 4. stosunek małych punktów; 5. bilans w bezpośrednich meczach
     faza play-off
     spadek do III ligi

### Grupa 3
| Lp. | Drużyna                           | Pkt | Mecze | Mecze | Mecze | Rodzaj wyniku | Rodzaj wyniku | Rodzaj wyniku | Rodzaj wyniku | Rodzaj wyniku | Rodzaj wyniku | Sety | Sety | Sety  | Małe punkty | Małe punkty | Małe punkty |
| Lp. | Drużyna                           | Pkt | M     | W     | P     | 3:0           | 3:1           | 3:2           | 2:3           | 1:3           | 0:3           | wyg. | prz. | stos. | zdob.       | str.        | stos.       |
| --- | --------------------------------- | --- | ----- | ----- | ----- | ------------- | ------------- | ------------- | ------------- | ------------- | ------------- | ---- | ---- | ----- | ----------- | ----------- | ----------- |
| 1   | WKS Wieluń                        | 60  | 22    | 20    | 2     | 13            | 6             | 1             | 1             | 1             | 0             | 63   | 14   | 4.5   | 1866        | 1496        | 1.25        |
| 2   | CM SOLEUS Klub Sportowy Rudziniec | 54  | 22    | 18    | 4     | 11            | 5             | 2             | 2             | 1             | 1             | 59   | 21   | 2.81  | 1893        | 1555        | 1.22        |
| 3   | Dofu Bielawianka Bester Bielawa   | 40  | 22    | 14    | 8     | 4             | 5             | 5             | 3             | 3             | 2             | 51   | 39   | 1.31  | 1991        | 1986        | 1           |
| 4   | Dr OKO Ikar Legnica               | 39  | 22    | 13    | 9     | 5             | 5             | 3             | 3             | 5             | 1             | 50   | 38   | 1.32  | 1987        | 1896        | 1.05        |
| 5   | IM Rekord Volley Jelcz-Laskowice  | 37  | 22    | 14    | 8     | 4             | 4             | 6             | 1             | 3             | 4             | 47   | 40   | 1.18  | 1908        | 1926        | 0.99        |
| 6   | BS Żagań WKS Sobieski Żagań       | 31  | 22    | 10    | 12    | 2             | 5             | 3             | 4             | 5             | 3             | 43   | 47   | 0.91  | 1928        | 1990        | 0.97        |
| 7   | Chełmiec Wałbrzych                | 29  | 22    | 11    | 11    | 3             | 3             | 5             | 1             | 5             | 5             | 40   | 46   | 0.87  | 1934        | 1918        | 1.01        |
| 8   | MLKS A. Z. Iwaniccy Gubin         | 28  | 22    | 9     | 13    | 3             | 4             | 2             | 3             | 3             | 7             | 36   | 47   | 0.77  | 1771        | 1821        | 0.97        |
| 9   | Eco-Team AZS Stoelzle Częstochowa | 26  | 22    | 8     | 14    | 2             | 6             | 0             | 2             | 6             | 6             | 34   | 48   | 0.71  | 1756        | 1901        | 0.92        |
| 10  | ZAKSA Strzelce Opolskie           | 22  | 22    | 7     | 15    | 5             | 1             | 1             | 2             | 3             | 10            | 28   | 48   | 0.58  | 1616        | 1759        | 0.92        |
| 11  | LKS Czarni Rząśnia                | 22  | 22    | 6     | 16    | 2             | 4             | 0             | 4             | 7             | 5             | 33   | 52   | 0.63  | 1815        | 1938        | 0.94        |
| 12  | METPRIM Volley Radomsko           | 8   | 22    | 2     | 20    | 0             | 2             | 0             | 2             | 8             | 10            | 18   | 62   | 0.29  | 1641        | 1920        | 0.85        |

Źródło: https://2ligamezczyzn.volleystation.com/pl/phase-1053-2-liga-mezczyzn-grupa-3/standings/
Punktacja: 3:0 i 3:1 – 3 pkt; 3:2 – 2 pkt; 2:3 – 1 pkt; 1:3 i 0:3 – 0 pkt
Zasady ustalania kolejności: 1. liczba punktów; 2. liczba zwycięstw; 3. stosunek setów; 4. stosunek małych punktów; 5. bilans w bezpośrednich meczach
     faza play-off
     spadek do III ligi

### Grupa 4
| Lp. | Drużyna                         | Pkt | Mecze | Mecze | Mecze | Rodzaj wyniku | Rodzaj wyniku | Rodzaj wyniku | Rodzaj wyniku | Rodzaj wyniku | Rodzaj wyniku | Sety | Sety | Sety  | Małe punkty | Małe punkty | Małe punkty |
| Lp. | Drużyna                         | Pkt | M     | W     | P     | 3:0           | 3:1           | 3:2           | 2:3           | 1:3           | 0:3           | wyg. | prz. | stos. | zdob.       | str.        | stos.       |
| --- | ------------------------------- | --- | ----- | ----- | ----- | ------------- | ------------- | ------------- | ------------- | ------------- | ------------- | ---- | ---- | ----- | ----------- | ----------- | ----------- |
| 1   | KS Hutnik Kraków                | 60  | 22    | 21    | 1     | 12            | 6             | 3             | 0             | 0             | 1             | 63   | 15   | 4.2   | 1897        | 1510        | 1.26        |
| 2   | MKS Andrychów                   | 56  | 22    | 19    | 3     | 9             | 8             | 2             | 1             | 2             | 0             | 61   | 21   | 2.9   | 1933        | 1721        | 1.12        |
| 3   | Avia Solar Sędziszów Małopolski | 49  | 22    | 17    | 5     | 7             | 8             | 2             | 0             | 1             | 4             | 52   | 27   | 1.93  | 1878        | 1710        | 1.1         |
| 4   | Karpaty - PANS Krosno           | 42  | 22    | 15    | 7     | 4             | 6             | 5             | 2             | 3             | 2             | 52   | 37   | 1.41  | 2011        | 1931        | 1.04        |
| 5   | UMKS Kęczanin Kęty              | 36  | 22    | 12    | 10    | 6             | 3             | 3             | 3             | 2             | 5             | 44   | 39   | 1.13  | 1857        | 1804        | 1.03        |
| 6   | TS Volley Rybnik                | 31  | 22    | 10    | 12    | 0             | 6             | 4             | 5             | 4             | 3             | 44   | 50   | 0.88  | 2086        | 2138        | 0.98        |
| 7   | TKS Tychy                       | 29  | 22    | 9     | 13    | 3             | 3             | 3             | 5             | 7             | 1             | 44   | 48   | 0.92  | 2025        | 2054        | 0.99        |
| 8   | KS Błękitni Ropczyce            | 28  | 22    | 10    | 12    | 5             | 2             | 3             | 1             | 6             | 5             | 38   | 44   | 0.86  | 1821        | 1772        | 1.03        |
| 9   | UKS Sparta Volleyball Kraków    | 21  | 22    | 7     | 15    | 2             | 0             | 5             | 5             | 4             | 6             | 35   | 55   | 0.64  | 1835        | 2030        | 0.9         |
| 10  | AT Jastrzębski Węgiel           | 21  | 22    | 6     | 16    | 4             | 1             | 1             | 4             | 5             | 7             | 31   | 51   | 0.61  | 1659        | 1882        | 0.88        |
| 11  | UKS VT Alukoncept Bobrowniki    | 12  | 22    | 2     | 20    | 1             | 1             | 0             | 6             | 3             | 11            | 21   | 61   | 0.34  | 1708        | 1935        | 0.88        |
| 12  | MKS „Gamrat-MOSiR” Jasło        | 11  | 22    | 4     | 18    | 1             | 1             | 2             | 1             | 8             | 9             | 22   | 59   | 0.37  | 1716        | 1939        | 0.88        |

Źródło: https://2ligamezczyzn.volleystation.com/pl/phase-1054-2-liga-mezczyzn-grupa-4/standings/
Punktacja: 3:0 i 3:1 – 3 pkt; 3:2 – 2 pkt; 2:3 – 1 pkt; 1:3 i 0:3 – 0 pkt
Zasady ustalania kolejności: 1. liczba punktów; 2. liczba zwycięstw; 3. stosunek setów; 4. stosunek małych punktów; 5. bilans w bezpośrednich meczach
     faza play-off
     spadek do III ligi

## Runda play-off[3]
(do 3 zwycięstw)

### Grupa 1
| Data       | Drużyna 1                                       | Wynik | Drużyna 2                                       | Sety                              |
| ---------- | ----------------------------------------------- | ----- | ----------------------------------------------- | --------------------------------- |
| 05.04.2024 | CUK Anioły Toruń                                | 3:1   | Agencja Inwestycyjna Stilon Gorzów Wielkopolski | 25:15, 18:25, 25:17, 25:16        |
| 06.04.2024 | CUK Anioły Toruń                                | 3:0   | Agencja Inwestycyjna Stilon Gorzów Wielkopolski | 25:18, 25:15, 25:14               |
| 13.04.2024 | Agencja Inwestycyjna Stilon Gorzów Wielkopolski | 2:3   | CUK Anioły Toruń                                | 22:25, 25:18, 15:25, 25:13, 13:15 |
|            |                                                 |       |                                                 |                                   |
| 05.04.2024 | Bejenka Budownictwo LUKS WILKI Wilczyn          | 3:2   | Enea Energetyk Poznań                           | 16:25, 25:15, 20:25, 25:16, 15:11 |
| 06.04.2024 | Bejenka Budownictwo LUKS WILKI Wilczyn          | 1:3   | Enea Energetyk Poznań                           | 25:21, 21:25, 21:25, 17:25        |
| 13.04.2024 | Enea Energetyk Poznań                           | 0:3   | Bejenka Budownictwo LUKS WILKI Wilczyn          | 23:25, 19:25, 26:28               |
| 14.04.2024 | Enea Energetyk Poznań                           | 1:3   | Bejenka Budownictwo LUKS WILKI Wilczyn          | 19:25, 25:20, 21:25, 22:25        |

### Grupa 2
| Data       | Drużyna 1                      | Wynik | Drużyna 2                      | Sety                              |
| ---------- | ------------------------------ | ----- | ------------------------------ | --------------------------------- |
| 05.04.2024 | UKS Sparta Grodzisk Mazowiecki | 3:0   | NECKO Augustów                 | 25:20, 25:11, 25:15               |
| 06.04.2024 | UKS Sparta Grodzisk Mazowiecki | 3:0   | NECKO Augustów                 | 25:17, 25:15, 25:22               |
| 13.04.2024 | NECKO Augustów                 | 0:3   | UKS Sparta Grodzisk Mazowiecki | 27:25, 15:25, 21:25, 21:25        |
|            |                                |       |                                |                                   |
| 06.04.2024 | KS Metro Family Warszawa       | 3:2   | Enea KKS Kozienice             | 29:27, 25:20, 20:25, 21:25, 15:12 |
| 07.04.2024 | KS Metro Family Warszawa       | 3:1   | Enea KKS Kozienice             | 21:25, 25:16, 25:23, 25:18        |
| 13.04.2024 | Enea KKS Kozienice             | 3:0   | KS Metro Family Warszawa       | 25:22, 25:20, 25:16               |
| 14.04.2024 | Enea KKS Kozienice             | 2:3   | KS Metro Family Warszawa       | 23:25, 25:21, 21:25, 25:23, 14:16 |

### Grupa 3
| Data       | Drużyna 1                         | Wynik | Drużyna 2                         | Sety                       |
| ---------- | --------------------------------- | ----- | --------------------------------- | -------------------------- |
| 06.04.2024 | WKS Wieluń                        | 3:1   | Dr OKO Ikar Legnica               | 19:25, 25:22, 25:23, 25:15 |
| 07.04.2024 | WKS Wieluń                        | 3:0   | Dr OKO Ikar Legnica               | 25:14, 25:18, 32:30        |
| 13.04.2024 | Dr OKO Ikar Legnica               | 3:1   | WKS Wieluń                        | 20:25, 25:20, 25:19, 25:19 |
| 14.04.2024 | Dr OKO Ikar Legnica               | 0:3   | WKS Wieluń                        | 17:25, 12:25, 15:25        |
|            |                                   |       |                                   |                            |
| 06.04.2024 | CM SOLEUS Klub Sportowy Rudziniec | 3:0   | DOFU Bielawianka-Bester Bielawa   | 25:20, 25:22, 25:16        |
| 07.04.2024 | CM SOLEUS Klub Sportowy Rudziniec | 3:0   | DOFU Bielawianka-Bester Bielawa   | 25:18, 25:16, 25:14        |
| 13.04.2024 | DOFU Bielawianka-Bester Bielawa   | 0:3   | CM SOLEUS Klub Sportowy Rudziniec | 17:25, 21:25, 19:25        |

### Grupa 4
| Data       | Drużyna 1                       | Wynik | Drużyna 2                       | Sety                              |
| ---------- | ------------------------------- | ----- | ------------------------------- | --------------------------------- |
| 06.04.2024 | KS Hutnik Kraków                | 3:0   | Karpaty - PANS Krosno           | 25:23, 25:22, 25:20               |
| 07.04.2024 | KS Hutnik Kraków                | 3:0   | Karpaty - PANS Krosno           | 25:15, 25:21, 25:20               |
| 13.04.2024 | Karpaty - PANS Krosno           | 2:3   | KS Hutnik Kraków                | 25:21, 25:20, 15:25, 14:25, 14:16 |
|            |                                 |       |                                 |                                   |
| 05.04.2024 | MKS Andrychów                   | 3:2   | AVIA Solar Sędziszów Małopolski | 17:25, 26:24, 22:25, 25:19, 15:10 |
| 06.04.2024 | MKS Andrychów                   | 1:3   | AVIA Solar Sędziszów Małopolski | 20:25, 19:25, 25:20, 23:25        |
| 13.04.2024 | AVIA Solar Sędziszów Małopolski | 3:1   | MKS Andrychów                   | 30:28, 25:18, 21:25, 25:22        |
| 14.04.2024 | AVIA Solar Sędziszów Małopolski | 1:3   | MKS Andrychów                   | 17:25, 20:25, 26:24, 22:25        |
| 17.04.2024 | MKS Andrychów                   | 2:3   | AVIA Solar Sędziszów Małopolski | 22:25, 19:25, 25:21, 25:19, 13:15 |

## Klasyfikacja końcowa[4]

### Grupa 1
| Lp. | Drużyna                                         |
| --- | ----------------------------------------------- |
| 1   | CUK Anioły Toruń                                |
| 2   | Bejenka Budownictwo LUKS Wilki Wilczyn          |
| 3   | Enea Energetyk Poznań                           |
| 4   | Agencja Inwestycyjna Stilon Gorzów Wielkopolski |
| 5   | Tubądzin Volley MOSiR Sieradz                   |
| 6   | KRISHOME Września                               |
| 7   | Volley Team Żychlin                             |
| 8   | Lotnik Łęczyca                                  |
| 9   | Trefl Gdańsk II                                 |
| 10  | SPS Konspol Słupca                              |
| 11  | Stoczniowiec Politechnika Gdańska               |
| 12  | LBS Bank Janas Logistics KS Orzeł Międzyrzecz   |

     awans do turniejów półfinałowych
     spadek do III ligi

### Grupa 2
| Lp. | Drużyna                        |
| --- | ------------------------------ |
| 1   | UKS Sparta Grodzisk Mazowiecki |
| 2   | KS Metro Family Warszawa       |
| 3   | Enea KKS Kozienice             |
| 4   | NECKO Augustów                 |
| 5   | MOS Wola Tramwaje Warszawskie  |
| 6   | UKS Trójka Międzyrzec Podlaski |
| 7   | KS Camper Wyszków              |
| 8   | POLCANEX Kobyłka               |
| 9   | SMS PZPS Spała II              |
| 10  | Lechia Tomaszów Mazowiecki II  |
| 11  | KS SPS Volley Ostrołęka        |
| 12  | KS Błonie                      |

     awans do turniejów półfinałowych
     spadek do III ligi

### Grupa 3
| Lp. | Drużyna                           |
| --- | --------------------------------- |
| 1   | WKS Wieluń                        |
| 2   | CM SOLEUS Klub Sportowy Rudziniec |
| 3   | DOFU Bielawianka Bester Bielawa   |
| 4   | Dr OKO Ikar Legnica               |
| 5   | IM Rekord Volley Jelcz-Laskowice  |
| 6   | BS Żagań WKS Sobieski Żagań       |
| 7   | Chełmiec Wałbrzych                |
| 8   | MLKS A. Z. Iwaniccy Gubin         |
| 9   | Eco-Team AZS Stoelzle Częstochowa |
| 10  | ZAKSA Strzelce Opolskie           |
| 11  | LKS Czarni Rząśnia                |
| 12  | METPRIM Volley Radomsko           |

     awans do turniejów półfinałowych
     spadek do III ligi

### Grupa 4
| Lp. | Drużyna                         |
| --- | ------------------------------- |
| 1   | KS Hutnik Kraków                |
| 2   | AVIA Solar Sędziszów Małopolski |
| 3   | MKS Andrychów                   |
| 4   | Karpaty - PANS Krosno           |
| 5   | UMKS Kęczanin Kęty              |
| 6   | TS Volley Rybnik                |
| 7   | TKS Tychy                       |
| 8   | KS Błękitni Ropczyce            |
| 9   | UKS Sparta Volleyball Kraków    |
| 10  | AT Jastrzębski Węgiel           |
| 11  | UKS VT Alukoncept Bobrowniki    |
| 12  | MKS „Gamrat-MOSiR” Jasło        |

     awans do turniejów półfinałowych
     spadek do III ligi

## Turnieje półfinałowe

### Warszawa
Tabela
| Lp. | Drużyna                         | Pkt | Mecze | Mecze | Mecze | Rodzaj wyniku | Rodzaj wyniku | Rodzaj wyniku | Rodzaj wyniku | Rodzaj wyniku | Rodzaj wyniku | Sety | Sety | Sety  | Małe punkty | Małe punkty | Małe punkty |
| Lp. | Drużyna                         | Pkt | M     | W     | P     | 3:0           | 3:1           | 3:2           | 2:3           | 1:3           | 0:3           | wyg. | prz. | stos. | zdob.       | str.        | stos.       |
| --- | ------------------------------- | --- | ----- | ----- | ----- | ------------- | ------------- | ------------- | ------------- | ------------- | ------------- | ---- | ---- | ----- | ----------- | ----------- | ----------- |
| 1   | CUK Anioły Toruń                | 6   | 3     | 3     | 0     | 2             | 1             | 0             | 0             | 0             | 0             | 9    | 1    | 9     | 251         | 207         | 1.21        |
| 3   | Avia Solar Sędziszów Małopolski | 5   | 3     | 2     | 1     | 1             | 0             | 1             | 0             | 0             | 1             | 6    | 5    | 1.2   | 232         | 241         | 0.96        |
| 3   | WKS Wieluń                      | 4   | 3     | 1     | 2     | 0             | 0             | 1             | 1             | 0             | 1             | 5    | 8    | 0.63  | 276         | 275         | 1           |
| 4   | Metro Family Warszawa           | 3   | 3     | 0     | 3     | 0             | 0             | 0             | 1             | 1             | 1             | 3    | 9    | 0.33  | 248         | 284         | 0.87        |

Źródło: https://2ligamezczyzn.volleystation.com/pl/phase-1670-turniej-polfinalowy-o-awans-do-i-ligi-gr-1-warszawa/standings/
Punktacja: zwycięstwo – 2 pkt., porażka – 1 pkt.
Zasady ustalania kolejności: 1. liczba punktów; 2. liczba zwycięstw; 3. stosunek setów; 4. stosunek małych punktów; 5. bilans w bezpośrednich meczach
     awans do turnieju finałowego
Terminarz i wyniki
| Data       | Drużyna 1                       | Wynik | Drużyna 2                       | Sety                              |
| ---------- | ------------------------------- | ----- | ------------------------------- | --------------------------------- |
| 26.04.2024 | CUK Anioły Toruń                | 3:0   | AVIA Solar Sędziszów Małopolski | 25:12, 25:23, 25:17               |
| 26.04.2024 | KS Metro Family Warszawa        | 2:3   | WKS Wieluń                      | 20:25, 25:22, 25:18, 16:25, 12:15 |
|            |                                 |       |                                 |                                   |
| 27.04.2024 | AVIA Solar Sędziszów Małopolski | 3:2   | WKS Wieluń                      | 25:16, 15:25, 27:25, 20:25, 15:13 |
| 27.04.2024 | CUK Anioły Toruń                | 3:1   | KS Metro Family Warszawa        | 25:14, 27:25, 23:25, 26:24        |
|            |                                 |       |                                 |                                   |
| 28.04.2024 | KS Metro Family Warszawa        | 0:3   | AVIA Solar Sędziszów Małopolski | 19:25, 26:28, 17:25               |
| 28.04.2024 | WKS Wieluń                      | 0:3   | CUK Anioły Toruń                | 22:25, 23:25, 22:25               |

### Kraków
Tabela
| Lp. | Drużyna                                | Pkt | Mecze | Mecze | Mecze | Rodzaj wyniku | Rodzaj wyniku | Rodzaj wyniku | Rodzaj wyniku | Rodzaj wyniku | Rodzaj wyniku | Sety | Sety | Sety  | Małe punkty | Małe punkty | Małe punkty |
| Lp. | Drużyna                                | Pkt | M     | W     | P     | 3:0           | 3:1           | 3:2           | 2:3           | 1:3           | 0:3           | wyg. | prz. | stos. | zdob.       | str.        | stos.       |
| --- | -------------------------------------- | --- | ----- | ----- | ----- | ------------- | ------------- | ------------- | ------------- | ------------- | ------------- | ---- | ---- | ----- | ----------- | ----------- | ----------- |
| 1   | CM SOLEUS Klub Sportowy Rudziniec      | 5   | 3     | 2     | 1     | 1             | 1             | 0             | 0             | 0             | 1             | 6    | 4    | 1.5   | 241         | 207         | 1.16        |
| 2   | UKS Sparta Grodzisk Mazowiecki         | 5   | 3     | 2     | 1     | 1             | 1             | 0             | 0             | 0             | 1             | 6    | 4    | 1.5   | 243         | 235         | 1.03        |
| 3   | KS Hutnik Kraków                       | 4   | 3     | 1     | 2     | 1             | 0             | 0             | 1             | 1             | 0             | 6    | 6    | 1     | 255         | 275         | 0.93        |
| 4   | Bejenka Budownictwo LUKS WILKI Wilczyn | 4   | 3     | 1     | 2     | 0             | 0             | 1             | 0             | 1             | 1             | 4    | 8    | 0.5   | 253         | 275         | 0.92        |

Źródło: https://2ligamezczyzn.volleystation.com/pl/phase-1671-turniej-polfinalowy-o-awans-do-i-ligi-gr-2-krakow/standings/
Punktacja: zwycięstwo – 2 pkt., porażka – 1 pkt.
Zasady ustalania kolejności: 1. liczba punktów; 2. liczba zwycięstw; 3. stosunek setów; 4. stosunek małych punktów; 5. bilans w bezpośrednich meczach
     awans do turnieju finałowego
Terminarz i wyniki
| Data       | Drużyna 1                              | Wynik | Drużyna 2                              | Sety                             |
| ---------- | -------------------------------------- | ----- | -------------------------------------- | -------------------------------- |
| 26.04.2024 | KS Hutnik Kraków                       | 2:3   | Bejenka Budownictwo LUKS WILKI Wilczyn | 26:24, 25:22, 24:26, 19:25, 9:15 |
| 26.04.2024 | CM SOLEUS Klub Sportowy Rudziniec      | 0:3   | UKS Sparta Grodzisk Mazowiecki         | 22:25, 26:28, 23:25              |
|            |                                        |       |                                        |                                  |
| 27.04.2024 | Bejenka Budownictwo LUKS WILKI Wilczyn | 1:3   | UKS Sparta Grodzisk Mazowiecki         | 22:25, 19:25, 25:22, 22:25       |
| 27.04.2024 | KS Hutnik Kraków                       | 1:3   | CM SOLEUS Klub Sportowy Rudziniec      | 18:25, 25:20, 13:25, 20:25       |
|            |                                        |       |                                        |                                  |
| 28.04.2024 | CM SOLEUS Klub Sportowy Rudziniec      | 3:0   | Bejenka Budownictwo LUKS WILKI Wilczyn | 25:21, 25:20, 25:12              |
| 28.04.2024 | UKS Sparta Grodzisk Mazowiecki         | 0:3   | KS Hutnik Kraków                       | 24:26, 22:25, 22:25              |

## Turniej finałowy (Toruń)
Tabela
| Lp. | Drużyna                           | Pkt | Mecze | Mecze | Mecze | Rodzaj wyniku | Rodzaj wyniku | Rodzaj wyniku | Rodzaj wyniku | Rodzaj wyniku | Rodzaj wyniku | Sety | Sety | Sety  | Małe punkty | Małe punkty | Małe punkty |
| Lp. | Drużyna                           | Pkt | M     | W     | P     | 3:0           | 3:1           | 3:2           | 2:3           | 1:3           | 0:3           | wyg. | prz. | stos. | zdob.       | str.        | stos.       |
| --- | --------------------------------- | --- | ----- | ----- | ----- | ------------- | ------------- | ------------- | ------------- | ------------- | ------------- | ---- | ---- | ----- | ----------- | ----------- | ----------- |
| 1   | CUK Anioły Toruń                  | 6   | 3     | 3     | 0     | 1             | 1             | 1             | 0             | 0             | 0             | 9    | 3    | 3     | 291         | 252         | 1.15        |
| 2   | CM SOLEUS Klub Sportowy Rudziniec | 5   | 3     | 2     | 1     | 1             | 1             | 0             | 0             | 0             | 1             | 6    | 4    | 1.5   | 228         | 205         | 1.11        |
| 3   | UKS Sparta Grodzisk Mazowiecki    | 4   | 3     | 1     | 2     | 0             | 1             | 0             | 1             | 1             | 0             | 6    | 7    | 0.86  | 277         | 286         | 0.97        |
| 4   | Avia Solar Sędziszów Małopolski   | 3   | 3     | 0     | 3     | 0             | 0             | 0             | 0             | 2             | 1             | 2    | 9    | 0.22  | 221         | 274         | 0.81        |

Źródło: https://2ligamezczyzn.volleystation.com/pl/phase-1672-turniej-finalowy-o-awans-do-i-ligi-m-torun/standings/
Punktacja: 3:0 i 3:1 – 3 pkt; 3:2 – 2 pkt; 2:3 – 1 pkt; 1:3 i 0:3 – 0 pkt
Zasady ustalania kolejności: 1. liczba punktów; 2. liczba zwycięstw; 3. stosunek setów; 4. stosunek małych punktów; 5. bilans w bezpośrednich meczach
Uwagi: CM SOLEUS Klub Sportowy Rudziniec nie przystąpił do rozgrywek PLS 1. Ligi. Dnia 05.09.2024 Polska Liga Siatkówki SA zdecydowała o nie przyznaniu klubowi (zgłoszonemu do rozgrywek pod nazwą KSR Gliwice) licencji na grę w drugiej klasie rozgrywkowej.
     awans do Tauron 1. Ligi
Terminarz i wyniki
| Data       | Drużyna 1                         | Wynik | Drużyna 2                         | Sety                             |
| ---------- | --------------------------------- | ----- | --------------------------------- | -------------------------------- |
| 10.05.2024 | UKS Sparta Grodzisk Mazowiecki    | 2:3   | CUK Anioły Toruń                  | 18:25, 25:21, 28:30, 25:21, 8:15 |
| 10.05.2024 | CM SOLEUS Klub Sportowy Rudziniec | 3:0   | AVIA Solar Sędziszów Małopolski   | 25:22, 25:14, 25:16              |
|            |                                   |       |                                   |                                  |
| 11.05.2024 | CUK Anioły Toruń                  | 3:1   | AVIA Solar Sędziszów Małopolski   | 29:31, 25:20, 25:23, 25:20       |
| 11.05.2024 | UKS Sparta Grodzisk Mazowiecki    | 1:3   | CM SOLEUS Klub Sportowy Rudziniec | 25:23, 24:26, 17:25, 12:25       |
|            |                                   |       |                                   |                                  |
| 12.05.2024 | CM SOLEUS Klub Sportowy Rudziniec | 0:3   | CUK Anioły Toruń                  | 19:25, 20:25, 15:25              |
| 12.05.2024 | AVIA Solar Sędziszów Małopolski   | 1:3   | UKS Sparta Grodzisk Mazowiecki    | 25:20, 18:25, 19:25, 13:25       |